# Madagassische Haftscheibenfledermäuse
Die Madagassischen Haftscheibenfledermäuse (Myzopoda) bilden die einzige Gattung der Familie Myzopodidae innerhalb der Fledermäuse. Sie ist endemisch auf Madagaskar. Namensgebend sind saugnapfähnliche Ballen an Hand- und Fußgelenken. Mit Hilfe dieser Ballen können sich die Fledermäuse mittels nasser Adhäsion an glatten Oberflächen festhalten.
Die Gattung umfasst zwei Arten:
- Madagassische Haftscheibenfledermaus (Myzopoda aurita)
- Schliemann-Haftscheibenfledermaus (Myzopoda schliemanni)

Die Gattung Myzopoda galt lange als monotypisch, wobei ihr die Madagassische Haftscheibenfledermaus, die im Osten Madagaskars verbreitet ist, als einzige Art zugeordnet war. Aufgrund morphologischer Unterschiede wurde Myzopoda schliemanni, welche im Westen der Insel vorkommt, 2007 als eigene Art beschrieben. Genetische Untersuchungen bestätigten inzwischen die Abgrenzung.